# Noite Feliz
"Stille Nacht", traduzida para o português como "Noite Feliz", é uma das canções natalinas mais populares de todas. Foi escrita pelo padre Joseph Mohr e a composição foi feita por Franz Xaver Gruber em 1818, na cidade de Oberndorf, Áustria, tendo sido executada pela primeira vez na Missa do Galo daquele ano na paróquia de São Nicolau. Tem traduções em, pelo menos, 45 línguas. A sua versão em língua portuguesa, usada nas celebrações cristãs dos países lusófonos, foi escrita pelo frei alemão, naturalizado brasileiro, Pedro Sinzig. Foi considerada um Patrimônio Cultural Imaterial da Humanidade pela UNESCO em 2011.
A música foi gravada por um incontável número de cantores, de todos os gêneros musicais. A versão cantada por Bing Crosby aparece na terceira posição entre os singles mais vendido de todos os tempos, com cerca de 30 milhões de cópias comercializadas no mundo todo.
Peter Husty, curador da exposição "Silent Night 200 - The Story. The Message. The Present" ("Noite Feliz 200 - A História. A Mensagem. O Presente", em tradução livre), no Museu de Salzburgo, "Stille Nacht" transcende a religião. "Ela conta a história do nascimento de Jesus Cristo. Então é um cântico religioso ao mesmo tempo em que é para a paz no mundo".

## História

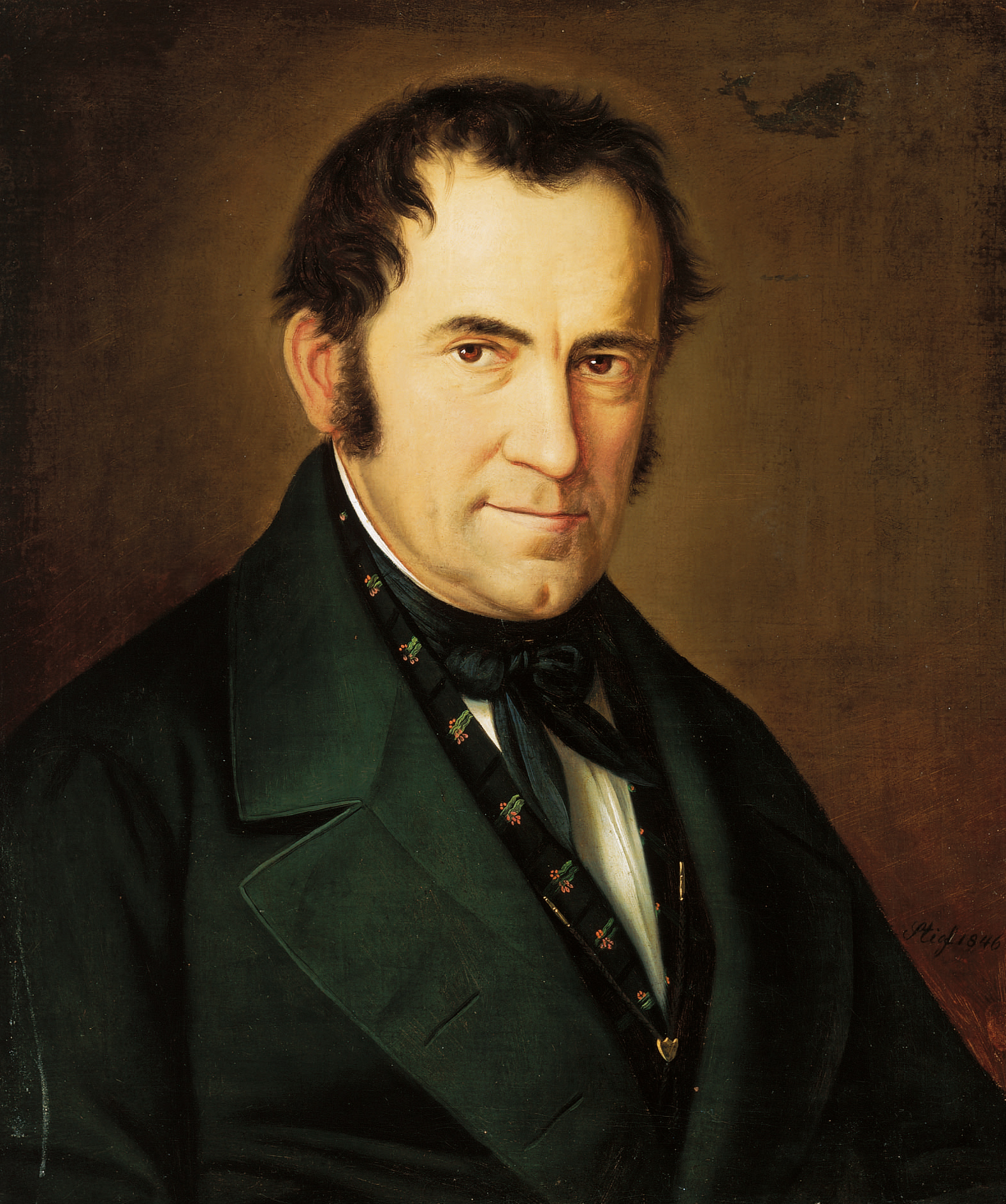
O austríaco Franz Xaver Gruber, que compôs a canção.

A história da canção é controversa. O que se sabe é que, na vila de Oberndorf, o padre Joseph Mohr saiu atrás de seu amigo músico Franz Xaver Gruber para que transformasse em melodia um poema que ele havia escrito, a fim de que fosse tocada na missa de Natal que aconteceria horas depois. Algumas fontes dizem que Mohr havia criado a letra dois anos antes, em 1816; outras dizem que o padre escreveu-a no caminho até Gruber, pois, em verdade, Mohr não estava atrás do músico, mas atrás de um instrumento para ser tocado na Missa do Galo de 1818, já que o órgão de sua paróquia teria tido os foles roídos por ratos. Nessa versão, Mohr teria ficado deveras preocupado com a falta de um instrumento e teria inspirado sua letra no humilde Natal de Jesus em Belém.
A canção foi originalmente composta para violão e flauta. Um arranjo vocal por Mohr surgiu em 1820. Novos arranjos por Gruber vieram pouco antes de sua morte (1863). Em 1845, o primeiro arranjo para orquestra aparece, e em 1855, um novo arranjo para órgão se vê. Em 1900, a música já era mundialmente conhecida.
A igreja de São Nicolau não existe mais. Foi demolida no começo do séc. XX por sofrer com constantes alagamentos, estando perto do rio Salzach. Em seu lugar, foi construída por volta de 1920-1930, num lugar 800 metros mais alto que o anterior, a Capela Memorial da Noite Silenciosa (Stille-Nacht-Gedächtniskapelle), que, apesar de acolher só 20 pessoas, recebe no fim do ano cerca de 7 mil peregrinos para a missa de Natal, e outros quase 2 mil turistas.

## Configurações musicais
Max Reger cita a música na seção de Natal de seus órgãos em Sieben Stücke, op. 145
Alfred Schnittke compôs um arranjo de "Stille Nacht" para violino e piano em 1978, como uma saudação de feriado para o violinista Gidon Kremer. Devido ao seu caráter dissonante e de "terror", a miniatura causou um escândalo na Áustria.

## Outras línguas
"Stille Nacht", em alemão, na verdade significa "Noite silenciosa". O nome foi mantido pelo inglês "Silent Night", mas em outros idiomas foi adaptado, como no francês "Douce Nuit" e no português: "Noite Feliz" de Pedro Sinzig, c. 1912, e "Noite de Paz!", versão anônima. A música já foi traduzida para mais de 45 línguas.

## Versões
No Brasil, a cantora Patrícia Marx apresentou-se exclusivamente para o especial de Natal da apresentadora Xuxa na Rede Globo em 1989. A mesma versão foi gravada pela dupla Sandy & Júnior em 1993. A cantora Simone gravou a canção no disco 25 de Dezembro em 1995,  exclusivamente com canções cristãs/natalinas. Em 1996, o CD foi relançado e uma versão de Ave Maria foi gravada com a participação especial do coro das Meninas Cantoras de Petrópolis. As duplas Chitãozinho & Xororó, Leandro & Leonardo e Zezé Di Camargo & Luciano a cantaram para uma turnê especial e para o álbum Amigos.[carece de fontes?] Em 1997, Sandy & Júnior voltaram a cantar "Noite Feliz" com a dupla sertaneja Chitãozinho & Xororó.[carece de fontes?] Aline Barros gravou uma versão do hinário cristão chamado "Noite de Paz" em 1997; a mesma versão foi regravada pelo grupo Voices e pelo cantor André Valadão, ambos em 2008.[carece de fontes?] Em 2009, Xuxa Meneghel regravou a canção para o álbum Natal Mágico.[carece de fontes?]
Diversos artistas já gravaram suas próprias versões. Alguns deles:
- Andrea Bocelli
- Bing Crosby
- Britney Spears
- Celtic Woman
- Christina Aguilera
- Cliff Richard
- Destiny's Child
- Connie Talbot
- Cyndi Lauper
- Dean Martin
- Demi Lovato
- Dionne Warwick
- Elvis Presley
- Enya
- Fifth Harmony
- Frank Sinatra
- Fats Domino
- Gregorian, no álbum Christmas Chants.
- Hi-5 (versão antiga)
- Johanna Kurkela
- Johnny Cash
- José Carreras
- Justin Bieber
- Kelly Clarkson, com a participação de Reba McEntire e Trisha Yearwood.
- Laura Pausini
- Luciano Pavarotti
- Mariah Carey
- Michael Bublé
- Miley Cyrus
- Nat King Cole
- Neil Diamond
- Olivia Newton-John
- Plácido Domingo
- Roupa Nova
- Sarah Brightman
- Simon e Garfunkel
- Simone
- Tarja Turunen
- Take 6
- The Corrs
- Unheilig
- Whitney Houston
- Willie Nelson

## Letra
| Letra Original (em Alemão) | Letra em Inglês | 1ª versão em Port. - Pedro Sinzig, c. 1912 | 2ª versão em Port. - Anônimo |
| --- | --- | --- | --- |
| Stille Nacht, heilige Nacht, Alles schläft; einsam wacht Nur das traute hochheilige Paar. Holder Knabe im lockigen Haar, Schlaf in himmlischer Ruh! Stille Nacht, heilige Nacht, Hirten erst kundgemacht Durch der Engel Halleluja, Tönt es laut von fern und nah: Christ, der Retter ist da! Stille Nacht, heilige Nacht, Gottes Sohn, o wie lacht Lieb' aus deinem göttlichen Mund, Da uns schlägt die rettende Stund'. Christ, in deiner Geburt! | Silent night, holy night, All is calm, all is bright Round yon virgin mother and child. Holy infant, so tender and mild, Sleep in heavenly peace, Sleep in heavenly peace. Silent night, holy night, Shepherds quake at the sight; Glories stream from heaven afar, Heavenly hosts sing Alleluia! Christ the Savior is born, Christ the Savior is born! Silent night, holy night, Son of God, love's pure light; Radiant beams from thy holy face With the dawn of redeeming grace, Jesus, Lord, at thy birth, Jesus, Lord, at thy birth.}} | Noite feliz! Noite feliz! Ó, Senhor, Deus de amor, pobrezinho nasceu em Belém. Eis, na lapa, Jesus, nosso bem! Dorme em paz, ó Jesus! Noite feliz! Noite feliz! Ó, Jesus, Deus da luz, quão afável é teu coração que quiseste nascer nosso irmão e a nós todos salvar! Noite feliz! Noite feliz! Eis que, no ar, vêm cantar aos pastores os anjos dos céus, anunciando a chegada de Deus, de Jesus Salvador! de Jesus Salvador!}} | Noite de paz! Noite de amor! Tudo dorme em derredor. Entre os astros que espargem a luz, proclamando o menino Jesus, brilha a estrela da paz! Noite de paz! Noite de amor! Nas campinas ao pastor lindos anjos, mandados por Deus, anunciam as novas dos céus: Nasce o bom Salvador! Noite de paz! Noite de amor! Oh! que belo resplendor ilumina o Menino Jesus! No presépio do mundo eis a luz, sol de eterno fulgor! |